# Mundial de Clubes Comunidad de Madrid Sub-17
Die Mundial de Clubes Comunidad de Madrid Sub-17 (deutsch U-17-Klub-Weltmeisterschaft der Gemeinschaft Madrid) ist ein Fußballturnier für U-17-Junioren-Vereinsmannschaften, das seit 2005 jährlich in der  Autonomen Gemeinschaft Madrid ausgetragen wird. Es nehmen namhafte Mannschaften aus Europa und Lateinamerika teil. Bis einschließlich 2010 spielten U-18-Mannschaften, am Eröffnungsturnier 2005 nahm ausnahmsweise mit der chinesischen U-18-Nationalmannschaft auch eine Auswahlmannschaft teil, die den zweiten Platz belegte. Der Direktor des Turniers ist der ehemalige spanische Nationalspieler Manolo Sanchís.

## Turnierliste
| Jahr | Sieger                | Zweitplatzierter      | Drittplatzierter | Viertplatzierter  |
| ---- | --------------------- | --------------------- | ---------------- | ----------------- |
| 2005 | Boca Juniors          | Volksrepublik China   | UNAM Pumas       | FC Porto          |
| 2006 | Boca Juniors          | Real Madrid           | Juventus Turin   | Albacete Balompié |
| 2007 | FC São Paulo          | Partizan Belgrad      | Real Madrid      | FC Sevilla        |
| 2008 | FC São Paulo          | Espanyol Barcelona    | FC Barcelona     | Partizan Belgrad  |
| 2009 | Real Madrid           | FC Barcelona          |                  |                   |
| 2010 | Corinthians São Paulo | Deportivo Guadalajara |                  |                   |
| 2011 | Corinthians São Paulo | FC Barcelona          |                  |                   |
| 2012 | Atlético Madrid       | FC Barcelona          |                  |                   |
| 2013 | River Plate           | Atlético Madrid       |                  |                   |
| 2014 | Real Madrid           | Corinthians São Paulo |                  |                   |
| 2015 | Corinthians São Paulo | Atlético Nacional     |                  |                   |
| 2016 | Real Madrid           | Palmeiras São Paulo   |                  |                   |
| 2017 | Real Madrid           | Benfica Lissabon      |                  |                   |
| 2018 | Palmeiras São Paulo   | Real Madrid           |                  |                   |
| 2019 | Palmeiras São Paulo   | CD Leganés            |                  |                   |

## Siegerliste
| Verein                | Titel | Jahre                  |
| --------------------- | ----- | ---------------------- |
| Real Madrid           | 4     | 2009, 2014, 2016, 2017 |
| Corinthians São Paulo | 3     | 2010, 2011, 2015       |
| Palmeiras São Paulo   | 2     | 2018, 2019             |
| FC São Paulo          | 2     | 2007, 2008             |
| Boca Juniors          | 2     | 2005, 2006             |
| Atlético Madrid       | 1     | 2012                   |
| River Plate           | 1     | 2013                   |